# كأس السوبر التونسي
كأس السوبر التونسي (بالفرنسية: Supercoupe de Tunisie) أو كأس تونس الممتازة (بالفرنسية: Première Coupe de Tunisie) وكانت تسمى سابقًا باسم كأس الكؤوس التونسية. وهي مسابقة كرة قدم تونسية تنظمها الجامعة التونسية لكرة القدم. أنشئت في 1960، وهي تجمع بين بطل الرابطة التونسية المحترفة الأولى في مواجهة بطل كأس تونس.

## التاريخ

### النسخ الأولى وانقطاعات متكررة
كانت تسمى سابقًا باسم كأس الكؤوس التونسية، وتم تنظيمها كجزء من يوم النصر أو الاحتفال بعيد ميلاد الرئيس السابق الحبيب بورقيبة. وفقًا للوائح الجامعة التونسية لكرة القدم، يجب أن تلعب البطولة كل سنة، ولكن منذ إعادة تأهيلها في عام 1993 وإطلاق تسمية كأس السوبر التونسي، تم التنافس عليها ثلاث مرات فقط في نسخ 1994، 1995 و 2001.
في نهاية موسم 2007–08، تمت إعادة البطولة على الرزنامة وتقرر لعبها في 7 فبراير 2009 بين النادي الإفريقي (بطل الرابطة التونسية المحترفة الأولى 2007–08) وغريمه الترجي الرياضي التونسي (بطل كأس تونس 2007–08)، لكن المباراة لم تقام في نهاية المطاف بسبب الجدول الزمني المليء ولا سيما بعد إعتماد بطولتين إقليميتين جديدتين (كأس شمال أفريقيا للأندية البطلة وكأس شمال أفريقيا للأندية الفائزة بالكؤوس). في نهاية موسم 2008–09، تقرر لعب كأس السوبر التونسي في 20 فبراير 2010 بين الترجي الرياضي التونسي (بطل الرابطة التونسية المحترفة الأولى 2008–09) والنادي الرياضي الصفاقسي (بطل كأس تونس 2008–09)، ومع ذلك لم تلعب أيضا بسبب ضغط الرزنامة ومشاركات الناديين القارية.
عقب بطولة كأس الأبطال الفرنسي 2010 التي أقيمت في الملعب الأولمبي برادس، نصت اتفاقية بين رئيسي دوري كرة القدم للمحترفين الفرنسية والجامعة التونسية لكرة القدم على تنظيم كأس السوبر التونسي 2010 في باريس بين الترجي الرياضي التونسي (بطل الرابطة التونسية المحترفة الأولى 2009–10) والأولمبي الباجي (بطل كأس تونس 2009–10) وكان من المقرر التبرع بعائدات المباراة بالكامل لصالح الصندوق الوطني للتضامن ومع ذلك، فإن المباراة لم تلعب حتى الآن. في سنة 2015، بناءً على مبادرة من شركة الاتصالات القطرية أوريدو، كان من المقرر أن تقام البطولة يوم 22 ديسمبر 2015 في الدوحة بين النادي الإفريقي (بطل الرابطة التونسية المحترفة الأولى 2014–15) والنجم الرياضي الساحلي (بطل كأس تونس 2014–15)، لكن هذه الفكرة لا تزال مهملة.

### العودة إلى الواجهة (منذ 2019)
بعد إنقطاع دام 18 عامًا، أقيمت النسخة التالية من كأس السوبر التونسي في 1 أبريل 2019 على استاد عبد الله بن خليفة في الدوحة، قطر. بين الترجي الرياضي التونسي (بطل الرابطة التونسية المحترفة الأولى 2017–18) والنادي الرياضي البنزرتي (خامس الرابطة التونسية المحترفة الأولى 2017–18) كبديل عن النادي الإفريقي (بطل كأس تونس 2017–18).
كان من المفترض أن تلعب المباراة بين الترجي الرياضي التونسي بطل الرابطة التونسية المحترفة الأولى) والنادي الإفريقي بطل كأس تونس، لكن تم تأجيل المباراة لعديد المرات بسبب الوضع المالي والإداري الحرج بالنسبة للنادي الإفريقي وأخيرا إنسحب من خوض غمار السوبر. جاء ثانيا الاختيار على وصيف كأس تونس 2017–18، النجم الرياضي الساحلي الذي رفض الدعوة بسبب اكتظاظ الرزنامة، فتم أخيرا التوصل إلى حل مع النادي الرياضي البنزرتي (خامس الرابطة التونسية المحترفة الأولى 2017–18 وأحد أطراف نصف نهائي كأس تونس 2017–18). فاز الترجي الرياضي التونسي باللقب للمرة الرابعة في تاريخه في النسخة الأولى منذ 18 عامًا بعد فوزه في المباراة بنتيجة 2–1.
بعد الموسم التالي، قررت الجامعة التونسية لكرة القدم تحديد موعد مباراة كأس السوبر التونسي 2020 إلى 15 مارس 2020، لكن تم تأجيلها إلى 20 سبتمبر 2020 بسبب جائحة فيروس كورونا في تونس. وأخيراً أقيمت المباراة في الموعد المحدد على أرضية الملعب الأولمبي برادس، بين الترجي الرياضي التونسي (بطل الرابطة التونسية المحترفة الأولى 2018–19) والنادي الرياضي الصفاقسي (بطل كأس تونس 2018–19). ومرة أخرى ظفر الترجي الرياضي التونسي باللقب للمرة الخامسة في تاريخه بعد الفوز على النادي الرياضي الصفاقسي بركلات الترجيح 5–4 بعد نهاية الوقت الأصلي 0–0.
كان من المقرر لعب كأس السوبر التونسي 2019–20 في 30 يوليو 2021، لكن مثل النسخة الفارطة تم تأجيل المباراة إلى 18 سبتمبر 2021 بسبب جائحة فيروس كورونا في تونس. لعبت المباراة على أرضية الملعب الأولمبي برادس بين الترجي الرياضي التونسي (بطل الرابطة التونسية المحترفة الأولى 2019–20) والاتحاد الرياضي المنستيري (بطل كأس تونس 2019–20)، بعد نهاية الوقت الأصلي بالتعادل 1–1 حسم الاتحاد الرياضي المنستيري اللقب بركلات الترجيح 5–3.
لعبت مباراة كأس السوبر التونسي 2020–21 في 25 سبتمبر 2021، أي بعد أسبوع من النسخة الفارطة، على أرضية الملعب الأولمبي برادس بين الترجي الرياضي التونسي (بطل الرابطة التونسية المحترفة الأولى 2020–21) والنادي الرياضي الصفاقسي (بطل كأس تونس 2020–21). وحسم الترجي الرياضي التونسي اللقب للمرة السادسة في تاريخه بعد فوزه بالمباراة 1–0 بهدف النيجيري أنايو إيوالا في الدقيقة 57.

## المباريات

تشكيلة الترجي الرياضي التونسي في كأس السوبر التونسي 2020–21.

|  | شارك بصفته بطل الرابطة التونسية المحترفة الأولى |
|  | شارك بصفته بطل كأس تونس                         |
|  | تمت دعوته للمشاركة                              |
|  | مباريات حُسِمت بالركلات الترجيحية                 |

| السنة     | عدد | البطل                      | النتيجة      | الوصيف                     | م      |
| --------- | --- | -------------------------- | ------------ | -------------------------- | ------ |
| 1960      | 1   | الترجي الرياضي التونسي     | 2–1          | الملعب التونسي             | [ 27 ] |
| 1966      | 2   | الملعب التونسي             | 2–0          | النجم الرياضي الساحلي      | [ 28 ] |
| 1968      | 3   | النادي الإفريقي            | 3–1          | نادي سكك الحديد الصفاقسي   | [ 29 ] |
| 1970      | 4   | النادي الإفريقي            | 1–0          | الترجي الرياضي التونسي     | [ 30 ] |
| 1973      | 5   | النجم الرياضي الساحلي      | 5–2          | النادي الإفريقي            | [ 31 ] |
| 1979      | 6   | النادي الإفريقي            | 1–0          | الترجي الرياضي التونسي     | [ 32 ] |
| 1984      | 7   | النادي الرياضي البنزرتي    | 1–0          | المستقبل الرياضي بالمرسى   | [ 32 ] |
| 1985      | 8   | النادي الرياضي لحمام الأنف | 1–0          | الترجي الرياضي التونسي     | [ 33 ] |
| 1986      | 9   | النجم الرياضي الساحلي      | 1–1 (5–4 ج.) | الترجي الرياضي التونسي     | [ 34 ] |
| 1987      | 10  | النجم الرياضي الساحلي      | 0–0 (7–6 ج.) | النادي الرياضي البنزرتي    | [ 35 ] |
| 1993      | 11  | الترجي الرياضي التونسي     | 2–0          | المستقبل الرياضي بالمرسى   | [ 36 ] |
| 1995      | 12  | الأولمبي الباجي            | 1–1 (5–4 ج.) | النادي الرياضي الصفاقسي    | [ 37 ] |
| 2001      | 13  | الترجي الرياضي التونسي     | 3–1          | النادي الرياضي لحمام الأنف | [ 38 ] |
| 2019      | 14  | الترجي الرياضي التونسي     | 2–1          | النادي الرياضي البنزرتي    | [ 39 ] |
| 2020      | 15  | الترجي الرياضي التونسي     | 0–0 (5–4 ج.) | النادي الرياضي الصفاقسي    | [ 40 ] |
| 2019–20   | 16  | الاتحاد الرياضي المنستيري  | 1–1 (5–3 ج.) | الترجي الرياضي التونسي     | [ 41 ] |
| 2020–21   | 17  | الترجي الرياضي التونسي     | 1–0          | النادي الرياضي الصفاقسي    | [ 42 ] |
| 2022-2021 | 18  | الترجي الرياضي التونسي     | –            | النادي الرياضي الصفاقسي    |        |
| 2023-2022 | 19  | النجم الساحلي              | –            | الأولمبي الباجي            |        |

## إحصائيات

### البطولة والوصافة
| النادي                     | االبطل | االوصيف | مشاركات | سنوات البطولة                         | سنوات الوصافة                   |
| -------------------------- | ------ | ------- | ------- | ------------------------------------- | ------------------------------- |
| الترجي الرياضي التونسي     | 6      | 5       | 11      | 1960، 1993، 2001، 2019، 2020، 2020–21 | 1970، 1979، 1985، 1986، 2019–20 |
| النجم الرياضي الساحلي      | 3      | 1       | 4       | 1973، 1986، 1987                      | 1966                            |
| النادي الإفريقي            | 3      | 1       | 4       | 1968، 1970، 1979                      | 1973                            |
| النادي الرياضي البنزرتي    | 1      | 2       | 3       | 1984                                  | 1987، 2019                      |
| النادي الرياضي لحمام الأنف | 1      | 1       | 2       | 1985                                  | 2001                            |
| الملعب التونسي             | 1      | 1       | 2       | 1966                                  | 1960                            |
| الاتحاد الرياضي المنستيري  | 1      | 0       | 1       | 2019–20                               | —                               |
| الأولمبي الباجي            | 2      | 0       | 1       | 1995_2023                             | —                               |
| النادي الرياضي الصفاقسي    | 0      | 3       | 3       | —                                     | 1995، 2020، 2020–21             |
| المستقبل الرياضي بالمرسى   | 0      | 2       | 2       | —                                     | 1984، 1993                      |
| نادي سكك الحديد الصفاقسي   | 0      | 1       | 1       | —                                     | 1968                            |

### الألقاب حسب صفة المشاركة
| صفة المشاركة                         | بطل | وصيف |
| ------------------------------------ | --- | ---- |
| بطل الرابطة التونسية المحترفة الأولى | 10  | 8    |
| بطل كأس تونس                         | 7   | 9    |
| تم دعوته للمشاركة                    | 0   | 1    |

## النقل التلفزي
| النسخة  | القنوات الناقلة                             | المنطقة              | م      |
| ------- | ------------------------------------------- | -------------------- | ------ |
| 2019    | الوطنية 1 قنوات الكأس الرياضية بي إن سبورتس | تونس · العالم العربي | [ 43 ] |
| 2020    | الوطنية 1 قنوات الكأس الرياضية              | تونس · العالم العربي | [ 44 ] |
| 2019–20 | الوطنية 1 قنوات الكأس الرياضية              | تونس · العالم العربي | [ 45 ] |
| 2020–21 | قنوات الكأس الرياضية                        | تونس · العالم العربي | [ 22 ] |

## الملاحظات
1. ↑  كان من المفترض أن تقام المباراة بين بطل الرابطة التونسية المحترفة الأولى 2017–18 وبطل كأس تونس 2017–18، لكن تم تأجيل المباراة عدة مرات بسبب الوضع المالي والإداري الحرج للنادي الإفريقي وأخيراً انسحب من كأس السوبر. أما الخيار الثاني فقد تم اختياره لوصيف كأس تونس 2017–18، النجم الرياضي الساحلي، تم رفض الدعوة بسبب اكتظاظ الرزنامة. أخيرًا، تم التوصل إلى حل مع النادي الرياضي البنزرتي، أحد أطراف نصف نهائي كأس تونس 2017–18، والذي قبل لعب كأس السوبر التونسي 2019.

## روابط خارجية
- (بالعربية) كأس السوبر التونسي على موقع كووورة.